# Імельниця
Імельниця (пол. Imielnica) — село в Польщі, у гміні Імельно Єнджейовського повіту Свентокшиського воєводства.
Населення — 234 особи (2011).
У 1975—1998 роках село належало до Келецького воєводства.

## Демографія
Демографічна структура на день 31 березня 2011 року:
|          | Загалом | Допрацездатний вік | Працездатний вік | Постпрацездатний вік |
| -------- | ------- | ------------------ | ---------------- | -------------------- |
| Чоловіки | 113     | 24                 | 77               | 12                   |
| Жінки    | 121     | 26                 | 64               | 31                   |
| Разом    | 234     | 50                 | 141              | 43                   |